# Combat 18

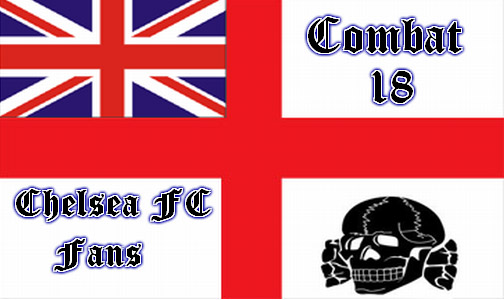
Combat 18

Combat 18 (C18) is een van oorsprong Britse internationale gewelddadige neonazistische groepering, die werd opgericht in 1992. Ze behoort tot het internationale Blood & Honour-netwerk. Het getal 18 in Combat 18 verwijst naar de eerste en achtste letter van het alfabet, de A en de H, de initialen van de nationaalsocialistische dictator Adolf Hitler.
Combat 18 is een neonazi-knokploeg die zijn aanhang onder andere recruteerde uit gewelddadige hooligan-supporters van voetbalclubs en van de British National Party. Combat 18 propageert de vorming van losse terreurcellen die zelfstandig aanslagen plegen. Geruchten dat C18 opgezet zou zijn om extreemrechts te blameren, waren dermate hardnekkig dat C18 in Groot-Brittannië nooit uitgroeide tot een brede neonazibeweging. In Polen, Zweden, Duitsland en Vlaanderen speelden de geruchten geen rol en groeide C18 tot een ondergronds netwerk, in Duitsland geldt Combat 18 als een van de belangrijkste rechts-radicale netwerken.

## Incidenten

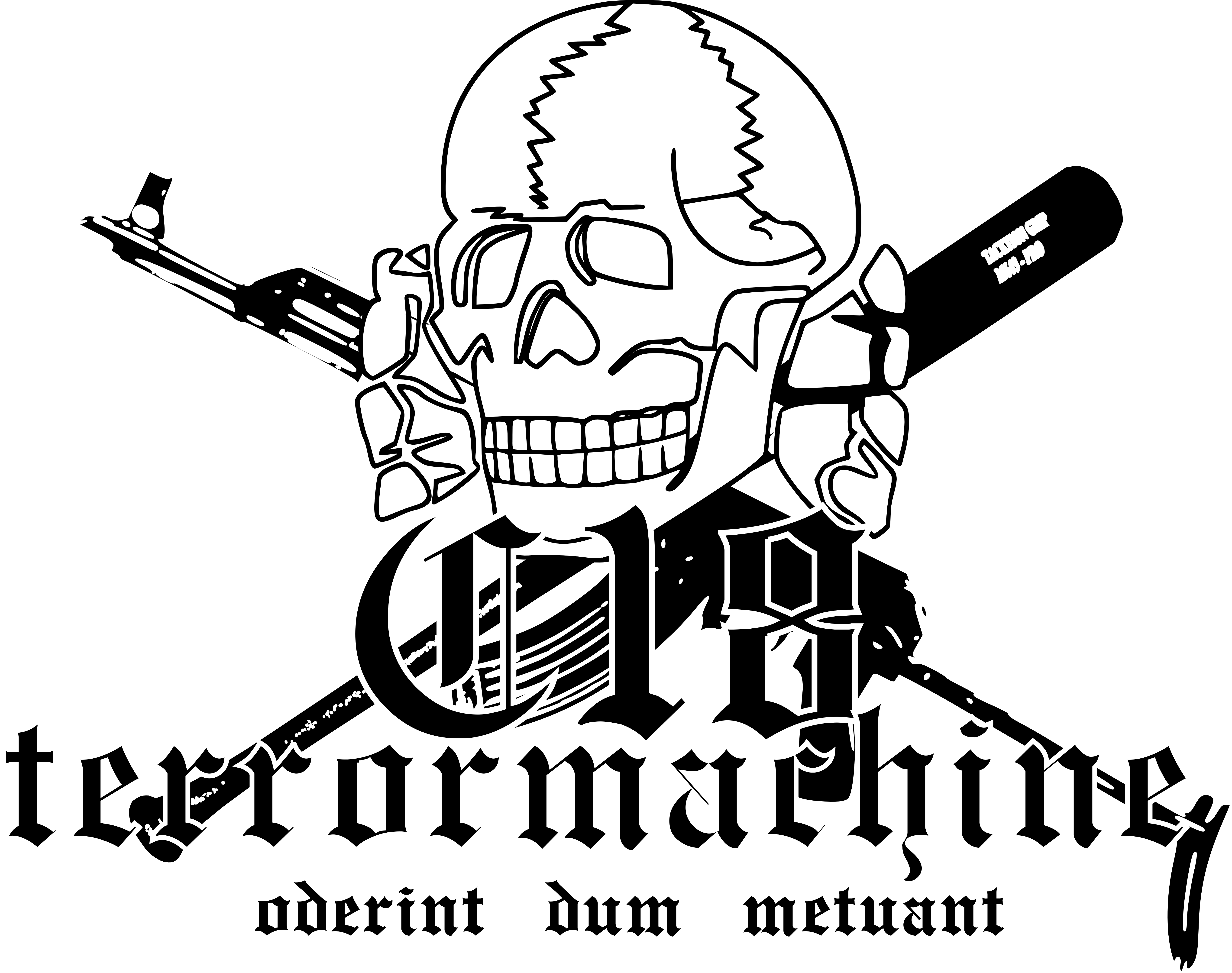
Combat 18

- De organisatie kwam in 1990 in het nieuws nadat een lid een bomaanslag met een spijkerbom had gepleegd[bron?] op homocafé annex boekhandel Gay's the Word in Noord-Londen, waarbij twee doden en 13 zwaargewonden vielen.[5] Ook werden uitgaansgelegenheden van Afrikanen en Aziaten (Indiërs, Pakistanen) met bommen aangevallen.
- Op 7 september 2006 arresteerde de Belgische politie enkele militairen op de legerbasis te Leopoldsburg die lid zouden zijn van Combat 18. Zij zouden voorbereidingen voor een bomaanslag getroffen hebben en beschikken over een wapenarsenaal.
- In september 2017 werd een deel van de Duitse Combat 18-tak gearresteerd na een schiettraining in Tsjechië.[6] In 2019 werd de verdachte van de moord op de Duitse politicus Walter Lübcke in verband gebracht met Combat 18.[7][4] In januari 2020 werd de organisatie in Duitsland verboden.[8][9]